# Babylon 5 : La Légende des Rangers
Pour plus de détails, voir Fiche technique et Distribution.
Babylon 5 : La Légende des Rangers (Babylon 5: The Legend of the Rangers - To Live and Die in Starlight) est un film américain réalisé par Mike Vejar et diffusé sur Syfy le 19 janvier 2002.

## Synopsis
Un Ranger en disgrâce reprend le commandement d'un vaisseau spatial hanté. Il doit servir d'escorte pour une mission de sauvetage  contre des envahisseurs venus de mondes inconnus ...

## Fiche technique
- Titre original : Babylon 5: The Legend of the Rangers: To Live and Die in Starlight
- Réalisateur : Mike Vejar
- Scénariste : J. Michael Starczynski
- Musique : Christopher Franke
- Photographe : Henry Chan
- Montage : Stein Myhrstad
- Création des décors : Stephen Geaghan et Ken Rabehl
- Direction artistique : Ken Rabehl
- Création des costumes : Crystine Booth
- Maquillages spéciaux : Pearl Louie
- Supervision des effets visuels : Mark Savela
- Producteurs : Ron McLeod
- Producteurs exécutifs : Douglas Netter et J. Michael Straczynski
- Sociétés de production :  Babylonian Productions, Legendary Films Inc. et The Sci-Fi Channel
- Société de distribution : The Sci-Fi Channel
- Ratio écran : 1,78:1
- Image : Couleurs
- Son : Dolby Stéréo
- Format négatif : 35 mm
- Pays :  États-Unis
- Langue : anglais
- Genre : Science-fiction
- Durée : 90 minutes
- Année de sortie : 2002 aux  États-Unis

## Distribution
- Dylan Neal : David Martell
- Andreas Katsulas : G'Kar
- Alex Zahara : Dulann
- Myriam Sirois : Sarah Cantrell
- Dean Marshall : Malcolm Bridges
- Warren Takeuchi : Kitaro Sasaki
- Jenny Rebecca Hogan : Na'Feel
- Mackenzie Gray : Kafta
- David Storch : Tafeek
- Enid-Raye Adams : Firell
- Gus Lynch : Tirk
- Andrew A. Kavadas : Capitaine Bart Gregg
- Todd Sandomirsky : Tannier
- Bernard Cuffling : Sindell